# Tronzado de tronco

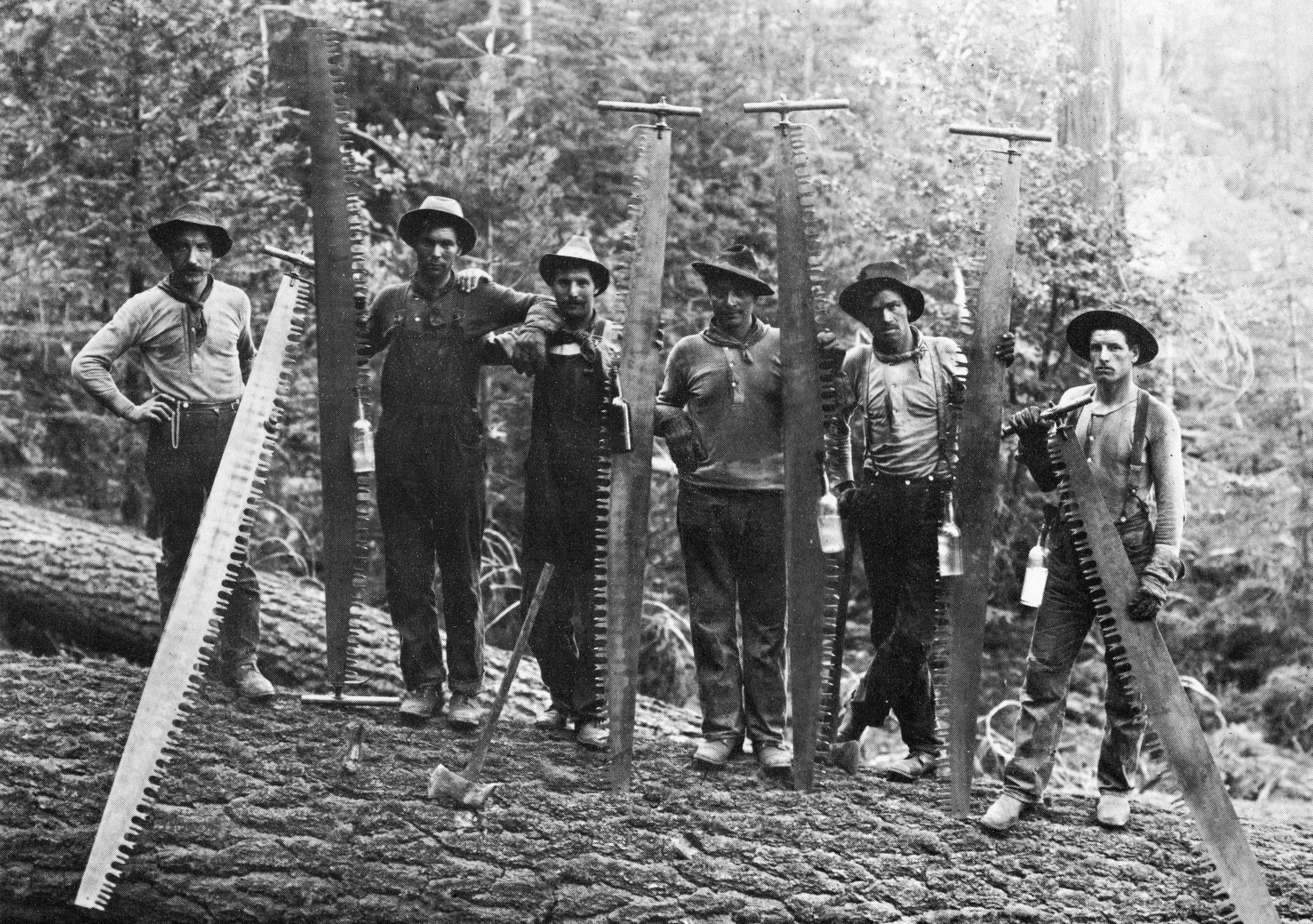
Una cuadrilla de tronzadores de troncos con sierras de desrame transversal en 1914.

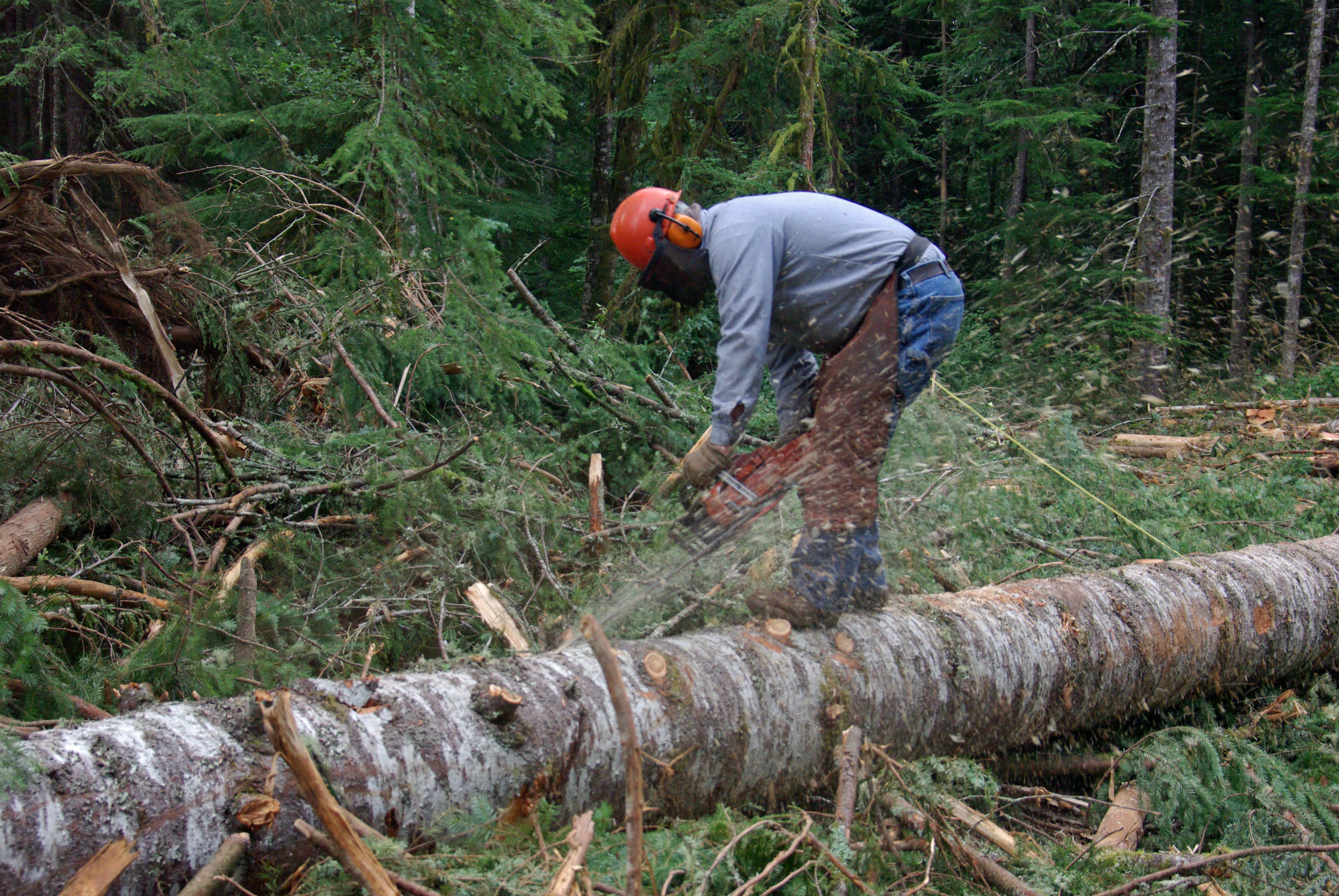
Tronzador eliminando remanentes de ramas muertas.

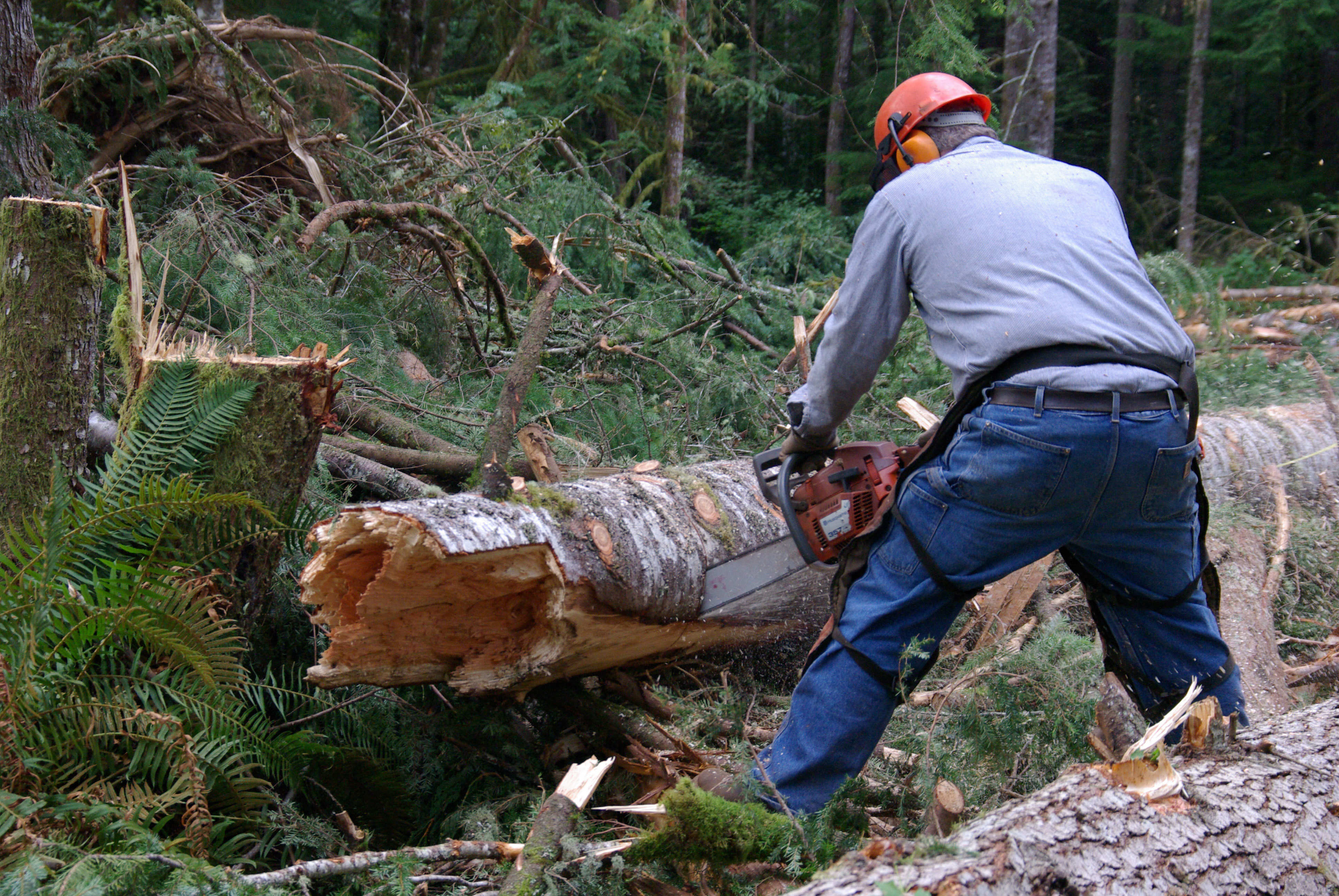
Tronzador haciendo un corte

El tronzado de troncos es el proceso de cortar un árbol talado y desramado en troncos. Se puede perder un valor significativo si no se corta de forma óptima, ya que los troncos destinados a madera contrachapada, madera aserrada y pulpa tienen cada uno su propio valor y especificaciones de longitud, diámetro y defectos. Cortar de arriba hacia abajo es tronzado superior y de abajo hacia arriba es tronzado inferior.

## Métodos
Un árbol talado y desramado se corta en troncos de tamaño estándar, un proceso llamado tronzado.  Un leñador especializado en este trabajo es un aserrador de troncos.
El descortezado puede realizarse de varias maneras, dependiendo de la operación de tala. Los árboles que han sido previamente talados y trasladados a un rellano con un skidder de troncos se extienden para su procesamiento. Aunque muchas de las ramas se han roto durante el transporte, las ramas y los troncos restantes deben ser recortados. El desbrozador anclará el extremo de una cinta métrica de rebobinado automático que lleva atada a su cinturón y bajará por el tronco recortando a medida que avanza. La cinta se ancla suavemente con un clavo de herradura doblado en la corteza para que pueda soltarse cuando se complete la medición. Cuando se localiza un lugar adecuado para cortar el árbol, se realiza el corte. 
Se puede perder un valor significativo si el corte no es óptimo. Las condiciones del mercado local determinarán la longitud de corte concreta. Es habitual que los compradores de troncos emitan órdenes de compra sobre la longitud, el diámetro, la clase y las especies que aceptarán.  En la Costa Oeste de Estados Unidos, los cortes más comunes en un gran pino o abeto son 1,7 m y 3 m.  A menudo hay diferentes precios para diferentes artículos.
La persona que corta el árbol se llama generalmente aserrador y utiliza tantas sierras como puede, cambiando las sierras tan pronto como una está desafilada.  El motivo es que el aserrador suele cobrar por sección de tronco que corta.  Por lo general, los aserradores de los pequeños aserraderos no están totalmente mecanizados. Esta parte del proceso de tala es quizás más peligrosa que la tala de árboles. El talador suele cortar desde el borde de una pila de árboles que puede tener 6 metros de altura y tanto espacio como para descargarlos desde el camión. Cada árbol debe ser sacado de la pila y cortado para poder trabajar en una caída controlada de más árboles a medida que la caída anterior ha sido cortada y arrastrada a su respectiva pila.

## Terminología
Los trozos de troncos descortezados pueden recibir varios nombres. Los pernos son las piezas de un tronco que ha sido cortado en longitudes específicas que son inferiores a 8 pies (2,4 m), especialmente las longitudes cortas. La etimología de perno se relaciona con ser corto y robusto y con golpear, y pegar posiblemente porque los pernos eran tradicionalmente partida en tejas de madera, espigas de madera, tablas para revestimiento exterior, etc. Estas piezas pueden conocerse más específicamente como pernos de peladera, teja, duela o madera de pulpa. Palanquilla se define de forma variada como una pieza corta de madera redonda o parcialmente redonda (normalmente de menor diámetro que un bloque o perno) o como una pieza partida o cortada de un perno, o a veces como sinónimo de perno, particularmente cuando las piezas se destinan a leña, y a veces significa una pieza de palanquilla después de haber sido partida. Redondo se asocia a menudo con trozos de leña sin partir.